# Поточниця (Новаля)
44°37′ пн. ш. 14°49′ сх. д. / 44.61° пн. ш. 14.81° сх. д.
Поточниця (хорв. Potočnica) — населений пункт у Хорватії, у Лицько-Сенській жупанії у складі міста Новаля.

## Населення
Населення за даними перепису 2011 року становило 11 осіб.
Динаміка чисельності населення поселення:

## Клімат
Середня річна температура становить 15,15 °C, середня максимальна – 27,08 °C, а середня мінімальна – 3,80 °C. Середня річна кількість опадів – 976 мм.
| Клімат поселення                              | Клімат поселення | Клімат поселення | Клімат поселення | Клімат поселення | Клімат поселення | Клімат поселення | Клімат поселення | Клімат поселення | Клімат поселення | Клімат поселення | Клімат поселення | Клімат поселення | Клімат поселення |
| Показник                                      | Січ.             | Лют.             | Бер.             | Квіт.            | Трав.            | Черв.            | Лип.             | Серп.            | Вер.             | Жовт.            | Лист.            | Груд.            |                  |
| Середній максимум, °C                         | 10,90            | 10,86            | 12,96            | 16,16            | 21,48            | 25,61            | 27,08            | 26,95            | 22,66            | 18,69            | 14,13            | 11,39            |                  |
| Середня температура, °C                       | 7,39             | 7,35             | 9,43             | 12,64            | 17,94            | 22,08            | 24,41            | 24,34            | 20,03            | 16,04            | 11,45            | 8,73             |                  |
| Середній мінімум, °C                          | 3,83             | 3,80             | 5,89             | 9,10             | 14,41            | 18,55            | 21,75            | 21,68            | 17,38            | 13,39            | 8,81             | 6,09             |                  |
| Норма опадів, мм                              | 81               | 68               | 66               | 70               | 68               | 66               | 38               | 58               | 112              | 124              | 124              | 101              |                  |
| Середньомісячна швидкість вітру, м/с          | 3.00             | 3.10             | 3.20             | 3.04             | 2.70             | 2.51             | 2.54             | 2.50             | 2.64             | 2.86             | 3.34             | 3.24             |                  |
| Середньомісячна сонячна радіація, кДж/м²·день | 4696             | 7488             | 11064            | 15783            | 20239            | 22197            | 23671            | 20694            | 14994            | 9621             | 5118             | 3934             |                  |
| --------------------------------------------- | ---------------- | ---------------- | ---------------- | ---------------- | ---------------- | ---------------- | ---------------- | ---------------- | ---------------- | ---------------- | ---------------- | ---------------- | ---------------- |
| Джерело:                                      |                  |                  |                  |                  |                  |                  |                  |                  |                  |                  |                  |                  |                  |